# Montois-la-Montagne
Montois-la-Montagne település Franciaországban, Moselle megyében. Lakosainak száma 2717 fő (2022. január 1.). Montois-la-Montagne Homécourt, Jœuf, Amnéville, Moyeuvre-Grande, Roncourt és Sainte-Marie-aux-Chênes községekkel határos.

## Népesség
A település népességének változása:
| Lakosok száma | 2654 | 2291 | 2759 | 2420 | 2449 | 2562 | 2710 | 2732 | 2730 | 2717 |
|               | 1968 | 1982 | 1990 | 2006 | 2013 | 2015 | 2017 | 2019 | 2020 | 2022 |